# Лунка (Тулча)
Лунка, Луг (рум. Lunca) — село у повіті Тулча в Румунії. Входить до складу комуни Чамурлія-де-Жос.
Село розташоване на відстані 214 км на схід від Бухареста, 50 км на південь від Тулчі, 62 км на північ від Констанци, 97 км на південний схід від Галаца.

## Населення
За даними перепису населення 2002 року у селі проживали 1362 особи, з них 1361 особа (99,9%) румунів. Рідною мовою 1361 особа (99,9%) назвала румунську.